# こころ (1955年の映画)
『こころ』は1955年8月31日に公開された日本映画。監督は市川崑。夏目漱石の小説『こゝろ』を原作にしている。
同時上映は『月夜の傘』、9月7日からは『江戸怪盗伝』。1966年英国エジンバラ映画祭出品作品。

## 概要
監督の市川崑は、『ビルマの竪琴』の製作準備に入っていたが、諸事情で撮影入りが難しくなっていたので、日活は急遽、代替の映画を作るよう市川に企画を依頼し、市川は偶然に雑誌で見つけた久坂栄二郎の『こゝろ』の脚本を映画化する事を思い立ち、知人でもあった久坂に話を持ち掛けると、脚本は元々、松竹が小林正樹監督で映画化する予定で執筆されたが一向に映画化されていない状態である事が判明し、久坂は「市川さんが監督してくれるならどうぞ」と日活での映画化を快諾した。ところが日活が本作の製作を発表すると、松竹が突如、久坂の脚本での映画化を発表し、同じ脚本を異なる映画会社で共作する事態となる。その後、久坂の脚本は松竹に返却され、日活は長谷部慶治と猪俣勝人の新しい脚本で製作する事になるが、結局、松竹での『こゝろ』の映画化は中止され、日の目を見なかった。日活は市川に、本作の撮影を20日間で終えるよう要望し、市川も『ビルマの竪琴』の撮影が控えていたので、連日の徹夜での撮影を敢行して期日内に撮影を完了した。
本作が劇場公開されると、当時の文芸評論家だった十返肇や、朝日新聞社の井沢淳、読売新聞の谷村錦一、毎日新聞の岡本博といった当時の新聞社で映画評論を書いていた者たちが絶賛するなど好評を得られたが、その年のキネマ旬報のベストテンにランクインすることはなかった。

## スタッフ
- 監督 - 市川崑
- 脚本 - 長谷部慶次、猪俣勝人
- 原作 - 夏目漱石『こゝろ』
- 製作 - 高木雅行
- 撮影 - 伊藤武夫、藤岡粂信
- 音楽 - 大木正夫
- 美術 - 小池一美
- 録音 - 橋本文雄
- 照明 - 藤林甲
- 編集 - 辻井正則
- 美術考証 - 木村荘八
- 記録 - 土屋テル子
- 助監督 - 舛田利雄
- 製作主任 - 桜井宏信
- スチール - 斎藤耕一

## キャスト
- 森雅之 - 先生
- 新珠三千代 - 奥さん
- 三橋達也 - 梶
- 安井昌二 - 日置
- 田村秋子 - 未亡人
- 鶴丸睦彦 - 日置の父
- 北林谷栄 - 日置の母
- 下元勉 - 日置の兄
- 久松晃 - 旅の僧
- 下絛正巳 - 周旋屋
- 山田禅二 - 先生の叔父
- 伊丹慶治 - 梶の父
- 奈良岡朋子 - 女中・粂
- 鴨田喜由 - 医者
- 河上信夫 - 葬儀屋
- 山本かほる - 下宿のおばさん